# Volta a Castellón
A Volta a Castellón é uma competição de ciclismo de categoria sub23 por etapas que se celebra na província espanhola de Castellón, a primeiros do mês de junho. Começou-se a disputar em 1983.
Esta prova faz parte atualmente do calendário nacional da Federação Real Espanhola de Ciclismo, na categoria 2.13.1. Ela é assim reservada a corredores esperanças (menos de 23 anos).

## Palmarés
| Ano  | Vencedor                                 | Segundo                 | Terceiro                  |
| ---- | ---------------------------------------- | ----------------------- | ------------------------- |
| 1983 | Ignacio Fandos                           |                         |                           |
| 1984 | Álvaro Fernández                         |                         |                           |
| 1985 | José Claramunt                           | Marino Alonso           |                           |
| 1986 | Corrado Donadio                          | Jésus Arambarri         | Federico García Melia     |
| 1987 | Uwe Preissler                            |                         | Steffen Blochwitz         |
| 1988 | Pascal Kohlvelter                        |                         |                           |
| 1989 | Ivan Parolin                             |                         |                           |
| 1990 | Joaquín Martínez                         |                         |                           |
| 1991 | Juan Rodrigo Arenas                      | David García Markina    |                           |
| 1992 | Peter Kant                               |                         |                           |
| 1993 | Oleg Kastchenko                          | Casper van der Meer     | Patrick Jonker            |
| 1994 | Martin Rittsel                           | Casper van der Meer     | Ginés Salmerón            |
| 1995 | Martin Rittsel                           | Niklas Axelsson         | Pasi Hokkanen             |
| 1996 | Jacob Viladoms                           | Pasi Hokkanen           | Antonio Civantos          |
| 1997 | Tomás Valls                              |                         |                           |
| 1998 | Marc Prat                                |                         |                           |
| 1999 | Juan Gomis                               |                         |                           |
| 2000 | Roberto Lozano                           |                         |                           |
| 2001 | Miquel Alandete                          | Eligio Requejo          | Roger Lucia               |
| 2002 | Héctor Guerra                            |                         |                           |
| 2003 | Samuel Soto                              | Joaquín Gil             | Vicente Ballester         |
| 2004 | Antonio López                            | Fredrik Modin           | Raúl García de Mateos     |
| 2005 | Pedro Martínez                           | Antonio de Jesús García | Ángel Vázquez Iglesias    |
| 2006 | Samuel Soto                              | Luis Romero Amaran      | Álvaro Argiró             |
| 2007 | Fabien Fraissignes                       | Jordi Berenguer         | Francisco Javier Martínez |
| 2008 | Sergi Escobar                            | David Belda             | Alexander Ryabkin         |
| 2009 | Ibon Zugasti                             | Francisco Torrella      | Javier Chacón             |
| 2010 | Fabien Fraissignes                       | Antonio Olmo Menacho    | David Belda               |
| 2011 | José Belda                               | Jorge Martín Montenegro | Dario Gadeo               |
| 2012 | Josep Betalú                             | Guillermo Lana          | José Belda                |
| 2013 | Josep Betalú                             | José de Segovia         | Iván Martínez             |
| 2014 | Arnau Solé                               | Elías Vega              | Roberto Mediero           |
| 2015 | Diego Tirilonte                          | Fernando Barceló        | Marcos Altur              |
| 2016 | Sergio Vega                              | Héctor Carretero        | Rubén Montoya             |
| 2017 | Álvaro Quadros                           | Lucas De Rossi          | Javier Gil                |
| 2018 | Cristian Mota                            | Francisco Galván        | Gabriel Pons              |
| 2019 | Eugenio Sánchez                          | Harrison Wood           | Eneko Aramendia           |
| 2020 | Cancelada devido à situacion do COVID-19 |                         |                           |
| 2021 | Igor Arrieta                             | Kamiel Bonneu           | Iván Cobo                 |

## Palmarés por países
| País          | Vitórias |
| ------------- | -------- |
| Espanha       | 28       |
| Itália        | 2        |
| Suécia        | 2        |
| França        | 2        |
| Alemanha      | 1        |
| Luxemburgo    | 1        |
| Países Baixos | 1        |
| Rússia        | 1        |